# Liu Hong
Advertiment: Pot haver una confusió amb els artistes Liu Hong Wei, Liu Hong Yuan, Liu Hong Sertti, l'atleta Liu Hong i d'altres.
Liu Hong (en xinès simplificat:刘虹) és una pintora contemporània nascuda el 1956 a Fengxiang, província xinesa de Shaanxi. Graduada el 1982 per l'Acadèmia d'Arts Visuals de Sichuan on estudià al Departament de Pintura. El 1986 es graduà en el mateix centre en l'especialitat impartida al Departament de Pintura a l'Oli. Durant el 1993-1994 participà en el Programa de la Universitat de Kassel (Alemanya). Ha guanyat diversos premis artístics i ha participat en diverses exposicions tant al seu país com a l'estranger (Estats Units, Indonèsia, Àustria...).
Les seves obres acostumen a representar dones anònimes, pintades monocromàticament: essent la seva font d'inspiració anuncis publicitaris. Sol ressaltar els cabells i els llavis de les seves protagonistes. Ha exercit de professora al centre on estudià i a l'Acadèmia Cheng d'Arts Visuals.